# Стшижино
Стшижино (пол. Strzyżyno) — село в Польщі, у гміні Дамниця Слупського повіту Поморського воєводства.
Населення — 246 осіб (2011).
У 1975-1998 роках село належало до Слупського воєводства.

## Демографія
Демографічна структура станом на 31 березня 2011 року:
|          | Загалом | Допрацездатний вік | Працездатний вік | Постпрацездатний вік |
| -------- | ------- | ------------------ | ---------------- | -------------------- |
| Чоловіки | 131     | 27                 | 96               | 8                    |
| Жінки    | 115     | 20                 | 70               | 25                   |
| Разом    | 246     | 47                 | 166              | 33                   |